# Świnka genueńska
Świnka genueńska (Protochondrostoma genei) – gatunek słodkowodnej ryby z rodziny karpiowatych (Cyprinidae). Jedyny przedstawiciel rodzaju Protochondrostoma.

## Występowanie
Środkowe i górne odcinki rzek północnego zlewiska Morza Adriatyckiego we Włoszech (Adyga, Brenta, Cesano, Esino, Foglia, Livenza, Metauro, Pad, Piawa, Tagliamento, Tronto i Vomano) oraz w Słowenii (Socza, Vipava). Gatunek został w północnych i środkowych Włoszech introdukowany również w rzekach mających ujście do Morza Śródziemnego na zachodnim wybrzeżu (Magra, Arno i Tyber). Spotykany w południowo-wschodniej części Francji w dorzeczu rzek Rodan, Var, jak i w południowych Niemczech (Ren).

## Charakterystyka
Ciało wydłużone, bocznie spłaszczone w kolorze srebrzystym. Grzbiet szarozielonkawy. Przez środek ciała biegnie ciemniejsza smuga, ciągnąca się od pokrywy skrzelowej aż do części nasadowej płetwy ogonowej.
Zamieszkuje przydenną strefę, gdzie wyszukuje pokarm. Jest wszystkożerna, zjada znajdujące się na dnie np. robaki, owady, resztki roślinne dające się przetrawić itd. Dorasta do 30 cm długości, najczęściej jednak osiąga mniejsze wymiary. Okres tarła przypada na miesiące od marca do czerwca.

## Ochrona gatunku
W wyniku zasiedlania w innych miejscach świnka genueńska stała się gatunkiem zagrażającym populacji innych drobnych ryb, m.in. płoci adriatyckiej i Squalius lucumonis.
Świnka genueńska jest przyczyną zanikania innych gatunków w jej otoczeniu, sama też jest narażona na wyginięcie m.in. poprzez degenerację wód zanieczyszczeniami jak i budowę zapór wodnych uniemożliwiających jej wędrówkę w celach reprodukcyjnych. Również i ona narażona jest na spadek liczebności poprzez wprowadzenie do jej otoczenia innego gatunku, np. wprowadzenie środkowoeuropejskiej świnki do rzek Słowenii spowodowało wyginięcie tam pod koniec XX wieku świnki genueńskiej. Innymi czynnikami na zanikanie gatunku jest oddziaływanie innych gatunków: sum pospolity, jaź i boleń.